# Народне здоров'я
«Наро́дне здоро́в'я» — щомісячна газета Українського лікарського товариства у Львові, яка висвітлює питання медицини. Єдиний в Україні часопис, який має понад 100-річну історію, пов'язану з поширенням медичних знань.

## Історія
У Львові в січні 1912 року засновано часопис «Здоровлє», що мав місячну періодичність і виходив друком до початку Першої світової війни (1914). Це науково-популярне періодичне видання пропагувало медичні знання й гігієнічні навички серед українського населення краю. Часопис мав такі розділи, як загальна гігієна, охорона матерів, плекання немовлят, догляд за хворими, боротьба з алкоголізмом, інфекційні захворювання, санітарія, фізкультура і спорт. Редагував видання український лікар і громадсько-політичний діяч Євген Озаркевич. Саме він 1910 року заснував Українське лікарське товариство (УЛТ) у Львові, що об'єднало півтори сотні українських лікарів на теренах Австро-Угорської імперії.
Від часопису «Здоровлє» веде свою історію щомісячник, відроджений 1990 року й названий «Народне здоров'я». Видавець — громадська організація «Українське лікарське товариство у Львові». Ініціатором і головним редактором цього друкованого видання був професор Олександр Кіцера, він же — перший голова відродженого лікарського товариства, який редагував газету впродовж 1990—1993, 2000—2001 років.
На початку 1990-х допомагали у виданні щомісячника іноземні лікарі й меценати, зокрема Павло Джуль, Павло Пундій, Марія Фішер-Слиж. Газета висвітлювала актуальні питання медичної науки й історії, писала про лікарів Галичини, чиї прізвища свого часу забороняла згадувати тоталітарна влада СРСР через їхню патріотичну громадянську позицію та участь у визвольних змаганнях.
До істотного оновлення й розвитку видання доклав рук професор Юрій Гаврилюк, який очолював «Народне здоров'я» в 1993—2000 роках. Від 2001 року головний редактор газети — Зеновій-Тарас Масний, доцент Львівського національного медичного університету імені Данила Галицького, член Національної спілки журналістів України.
Основну тематику видання становлять здоров'я та профілактика захворювань, оптимізація роботи медичних установ, надання якісної медичної допомоги, захист правового й соціального статусу медпрацівників, лікарське самоврядування, історія медицини, життя видатних українських лікарів. У XXI столітті в інформаційному просторі країни і світу відбулися істотні зміни (тепер є чимало спеціалізованих медичних видань, потрібну інформацію можна знайти також в Інтернеті), тому нинішній часопис — це видання лікарів, для лікарів та про лікарів. Мета газети — не лише об'єднувати українських лікарів, але й підвищувати соціалізацію кожного з них, допомогти усвідомити потребу внеску кожної особистості в розвиток і підвищення якості національної медицини, забезпечення здоров'я народу, в розбудову України.
Газета друкується частково в кольорі, примірники розповсюджуються на території України. З 2016 року оголошено передплату також на електронний варіант «Народного здоров'я».

## Рубрики
Основні рубрики: «Колонка редактора», «Актуально!», «Актуальні проблеми вітчизняної медицини», «Актуальне інтерв'ю», «Лікарю на замітку», «На допомогу практичному лікарю», «Новини львівської медицини», «Відлуння події», «Вісті УЛТ у Львові», «Вісті НТШ», «Пам'ятаємо», «Сторінками історії ВУЛТ», «Сторінки історії УЛТ», «З історії львівської медицини: постаті», «На вашу книжкову полицю», «Творчість наших колег», «Вітаємо!».